# 理知の杜ビジネス専門学校
理知の杜ビジネス専門学校（りちのもりビジネスせんもんがっこう）は、愛知県岡崎市に存在する専門学校。

## 概要
2021年開校。設置者は学校法人理知の杜。商業実務専門課程が設置されている。経済経営学科のみが設置されている。
建学の精神は、21世紀をたくましく行き、社会をリードしていく人間性豊かな人材を育成することを使命とする。ダイバーシティ時代の社会において、確かなスキルと高度な語学力を持って自国の発展に寄与できる人材の育成を教育理念としている。
2022年度に初の卒業生が出て、卒業者数が26人で、就職希望者数が24人に対して22人が関連分野に就職して1人が関連外分野に就職した。2023年時点では、インド、ロシア、ネパール、ベトナム、バングラデシュ、スリランカ、フィリピンなどの様々な国からの留学生が在籍している。